# Championnat du Gabon de football 1980
Navigation
Saison précédente Saison suivante
La saison 1980 du Championnat du Gabon de football est la quatrième édition du championnat de première division gabonaise, le Championnat National. La compétition est en fait une phase finale qui réunit les huit clubs issus des championnats provinciaux. L’ensemble des rencontres ont lieu dans la capitale, Libreville.
C'est le club de l’USM Libreville qui remporte le titre, après avoir battu le FC 105 Libreville lors de la finale nationale. C'est le tout premier titre de champion du Gabon de l'histoire du club.

## Les clubs participants
| - FC 105 Libreville - US Bitam - AS Sogara - Anges ABC - ENSP Franceville - US Raponda - USM Libreville - CSB Libreville |

## Compétition

### Première phase

#### Groupe A
| Rang | Équipe         | Pts | J | G | N | P | Bp | Bc | Diff |  | Résultats (▼ dom., ► ext.) | Bit | Ang | CSB | Sog |
| ---- | -------------- | --- | - | - | - | - | -- | -- | ---- |  | -------------------------- | --- | --- | --- | --- |
| 1    | US Bitam       | 4   | 3 | 2 | 0 | 1 | 8  | 2  | +6   |  | US Bitam                   |     | 1-0 | 0-1 | 7-1 |
| 2    | Anges ABC      | 4   | 3 | 2 | 0 | 1 | 7  | 1  | +6   |  | Anges ABC                  |     |     | 1-0 | 6-0 |
| 3    | CSB Libreville | 4   | 3 | 2 | 0 | 1 | 4  | 1  | +3   |  | CSB Libreville             |     |     |     | 3-0 |
| 4    | AS Sogara      | 0   | 3 | 0 | 0 | 3 | 1  | 16 | -15  |  | AS Sogara                  |     |     |     |     |

#### Groupe B
| Rang | Équipe            | Pts | J | G | N | P | Bp | Bc | Diff |  | Résultats (▼ dom., ► ext.) | USM | 105 | Rap | ENSPl |
| ---- | ----------------- | --- | - | - | - | - | -- | -- | ---- |  | -------------------------- | --- | --- | --- | ----- |
| 1    | USM Libreville    | 6   | 3 | 3 | 0 | 0 | 6  | 2  | +4   |  | USM Libreville             |     | 1-0 | 3-1 | 2-1   |
| 2    | FC 105 Libreville | 4   | 3 | 2 | 0 | 1 | 10 | 5  | +5   |  | FC 105 Libreville          |     |     | 6-2 | 4-2   |
| 3    | US Raponda        | 2   | 3 | 1 | 0 | 2 | 5  | 10 | -5   |  | US Raponda                 |     |     |     | 2-1   |
| 4    | ENSP Franceville  | 0   | 3 | 0 | 0 | 3 | 4  | 8  | -4   |  | ENSP Franceville           |     |     |     |       |

### Phase finale
|  | Demi-finales           | Demi-finales       |                   |       | Finale | Finale |
|  | Demi-finales           | Demi-finales       |                   |       | Finale | Finale |
|  |                        |                    |                   |       |        |        |
|  |                        |                    |                   |       |        |        |
|  |                        |                    |                   |       |        |        |
|  | US Bitam               | 0                  |                   |       |        |        |
|  | US Bitam               | 0                  |                   |       |        |        |
|  | FC 105 Libreville a.p. | 3                  |                   |       |        |        |
|  | FC 105 Libreville a.p. | 3                  | FC 105 Libreville | 1 (5) |        |        |
|  |                        |                    | FC 105 Libreville | 1 (5) |        |        |
|  |                        | USM Libreville tab | 1 (6)             |       |        |        |
|  | USM Libreville a.p.    | USM Libreville tab | 1 (6)             | 2     |        |        |
|  | USM Libreville a.p.    |                    |                   | 2     |        |        |
|  | Anges ABC              | 1                  |                   |       |        |        |
|  | Anges ABC              | 1                  |                   |       |        |        |

## Bilan de la saison
| Championnat du Gabon de football 1980                             |                            |
| Champion                                                          | USM Libreville (1er titre) |
| Qualifications continentales                                      |                            |
| Coupe d'Afrique des clubs champions 1981                          | USM Libreville             |
| Coupe des Coupes 1981                                             | FC 105 Libreville          |
| Promotions et relégations                                         |                            |
| Promus en Championnat National                                    | Aucun                      |
| Relégués en Championnat du Gabon de football de deuxième division | Aucun                      |